# Brachymeles kadwa
Brachymeles kadwa là một loài thằn lằn trong họ Scincidae. Loài này được Siler & Brown mô tả khoa học đầu tiên năm 2010.